# Jassargus japheticus
Jassargus japheticus är en insektsart som beskrevs av Alexander Fyodorovich Emeljanov 1966. Jassargus japheticus ingår i släktet Jassargus och familjen dvärgstritar. Inga underarter finns listade i Catalogue of Life.